# 사마베다

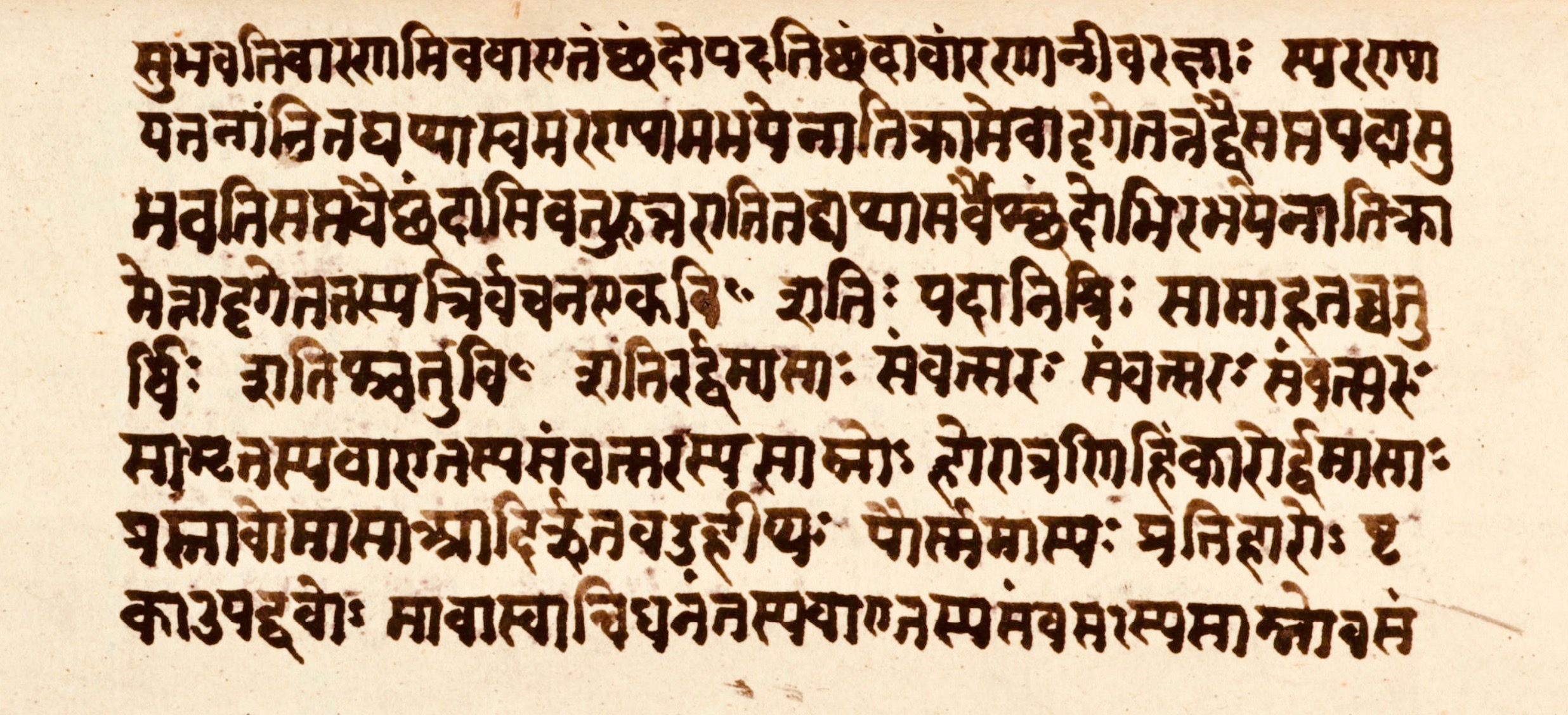
사마베다 고문헌

사마베다(산스크리트어: सामवेद)는 기원전 1000년 경부터 형성된 베다의 두번째 삼히타로, 리그베다의 중요한 부분을 모은 가사에 선율을 가미하며 엮은 경전이다. 사마베다는 크게 예배의식을 할 때 영창하는 시구와 제관인 판디트들이 부르는 노래의 가사를 모은 아르치카와 노래하면서 특별한 음을 부가한 선율집인 가나로 구성되어 있으며, 인도 고대음악의 전통을 이해하고 연구하는 데 많은 도움이 된다.
오늘날 현존하는 가장 오래된 사마베다 사본은 인도 카슈미르에서 발견된 사마베다의 일부분이 기록된 것으로 연대는 대략 서기 10세기로 본다.

## 같이 보기
- 힌두교
- 브라만교
- 리그베다
- 베다